# Thermopolis
Thermopolis ist ein Ort mit dem Status Town und Verwaltungssitz des Hot Springs County im US-amerikanischen Bundesstaat Wyoming. Das U.S. Census Bureau hat bei der Volkszählung 2020 eine Einwohnerzahl von 2.725 ermittelt.

## Geografie
Der Ort bedeckt eine Fläche von 6,4 km² (2,5 mi²), davon sind 0,2 km² Wasserflächen.

## Demografische Daten
Laut der Volkszählung 2010 verteilten sich die 3009 Einwohner auf 1389 Haushalte. Die Bevölkerungsdichte lag bei 485,3 Einw./km². 96,4 % waren Weiße, 0,3 % Afroamerikaner, 0,9 %  Indianer, 0,5 % Asian Americans, 0,4 % gaben die Angehörigkeit zu einer anderen Ethnie und 1,5 % zu mehreren Ethnien an. 2,2 % der Bevölkerung bestand aus Hispanics oder Latinos.
Im Jahr 2010 lebten in 24 % aller Haushalte Kinder unter 18 Jahren sowie 32,5 % aller Haushalte Personen mit mindestens 65 Jahren. 58,9 % der Haushalte waren Familienhaushalte (bestehend aus verheirateten Paaren mit oder ohne Nachkommen bzw. einem Elternteil mit Nachkomme). Die durchschnittliche Größe eines Haushalts lag bei 2,11 Personen und die durchschnittliche Familiengröße bei 2,70 Personen.
22,4 % der Bevölkerung waren jünger als 20 Jahre, 20,1 % waren 20 bis 39 Jahre alt, 29 % waren 40 bis 59 Jahre alt und 28,6 % waren mindestens 60 Jahre alt. Das mittlere Alter betrug 47 Jahre. 49,1 % der Bevölkerung waren männlich und 50,9 % weiblich.
Das durchschnittliche Jahreseinkommen lag bei 40.868 $, dabei lebten 10,2 % der Bevölkerung unter der Armutsgrenze.

## Sehenswürdigkeiten
- Hot Springs State Park
- Old West Wax Museum
- Wyoming Dinosaur Center

## Söhne und Töchter der Stadt
- Dave Freudenthal (* 1950) – Gouverneur des Bundesstaates Wyoming (2002–2011)